# Église Saint-Jean-Baptiste de Taninges
L'église Saint-Jean-Baptiste de Taninges, est un lieu de culte catholique, située en Haute-Savoie, sur la commune de Taninges. L'église est dédiée à Jean le Baptiste.

## Historique
Édifiée entre 1824 et 1834, par l'architecte annécien Prosper Dunant, l’église Saint-Jean-Baptiste est représentative du dernier courant architectural des États de Savoie : le néo-classique sarde. À l'époque, elle était la plus vaste du diocèse d'Annecy : 58 m de long, 27 m de large et 18 m de hauteur sous voûte.
L'édifice est inscrit au titre des monuments historiques en 2015.

## Description
Si la façade de l’édifice parait sévère, terne et comporte peu d’ornements, l’intérieur de l’église accueille une profusion de décors : peintures en trompe-l'œil de la voûte et des piliers, stalles, chaire et fonts baptismaux en bois sculptés et vitraux multicolores.
Neuf autels latéraux ont été fondés dans cette église dont trois par les confréries de l’époque.

## Clocher et Cloches
L'église possède une cloche appartenant à l'ancienne chartreuse de Mélan.

### Extérieur de l'église

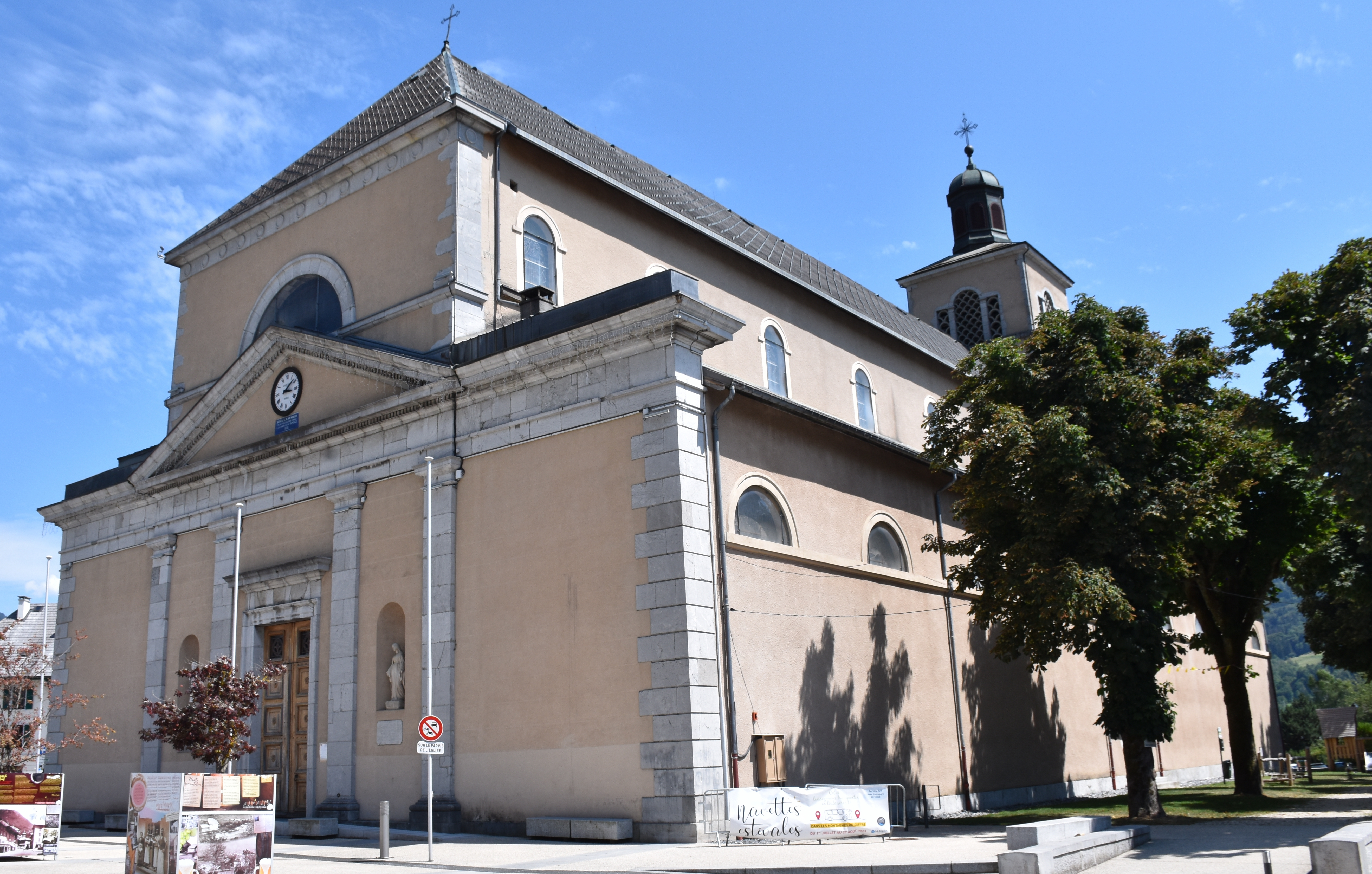
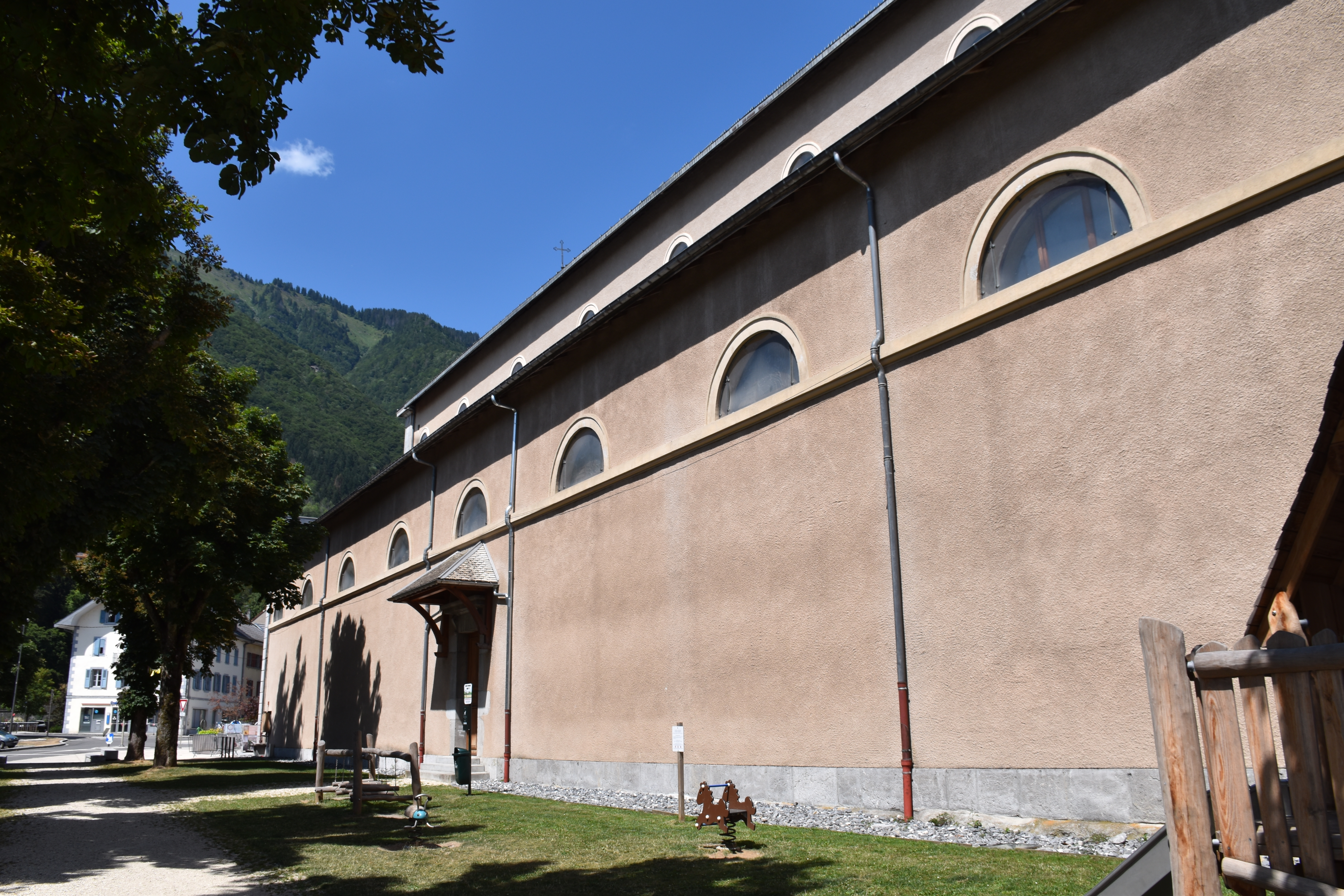
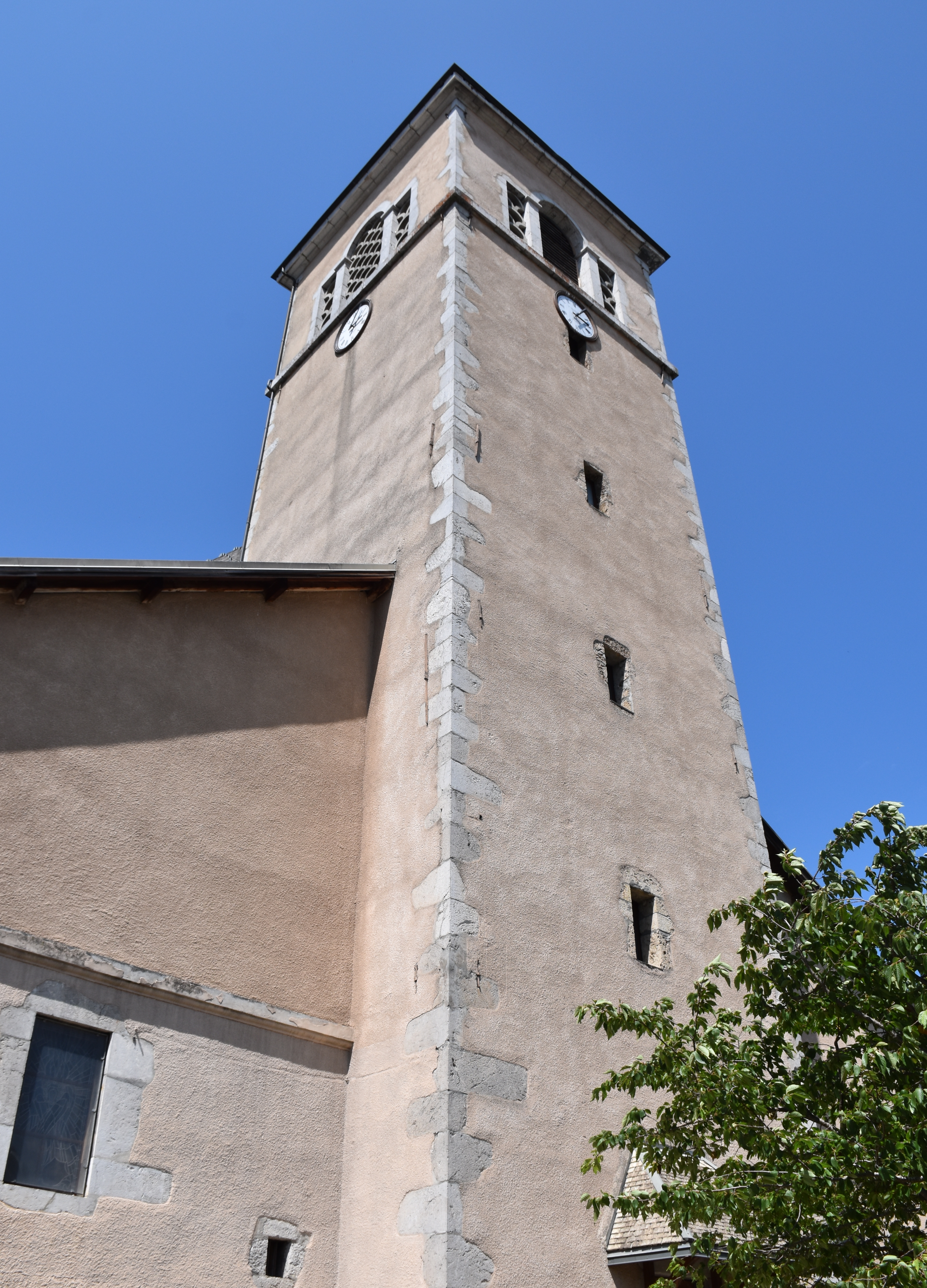
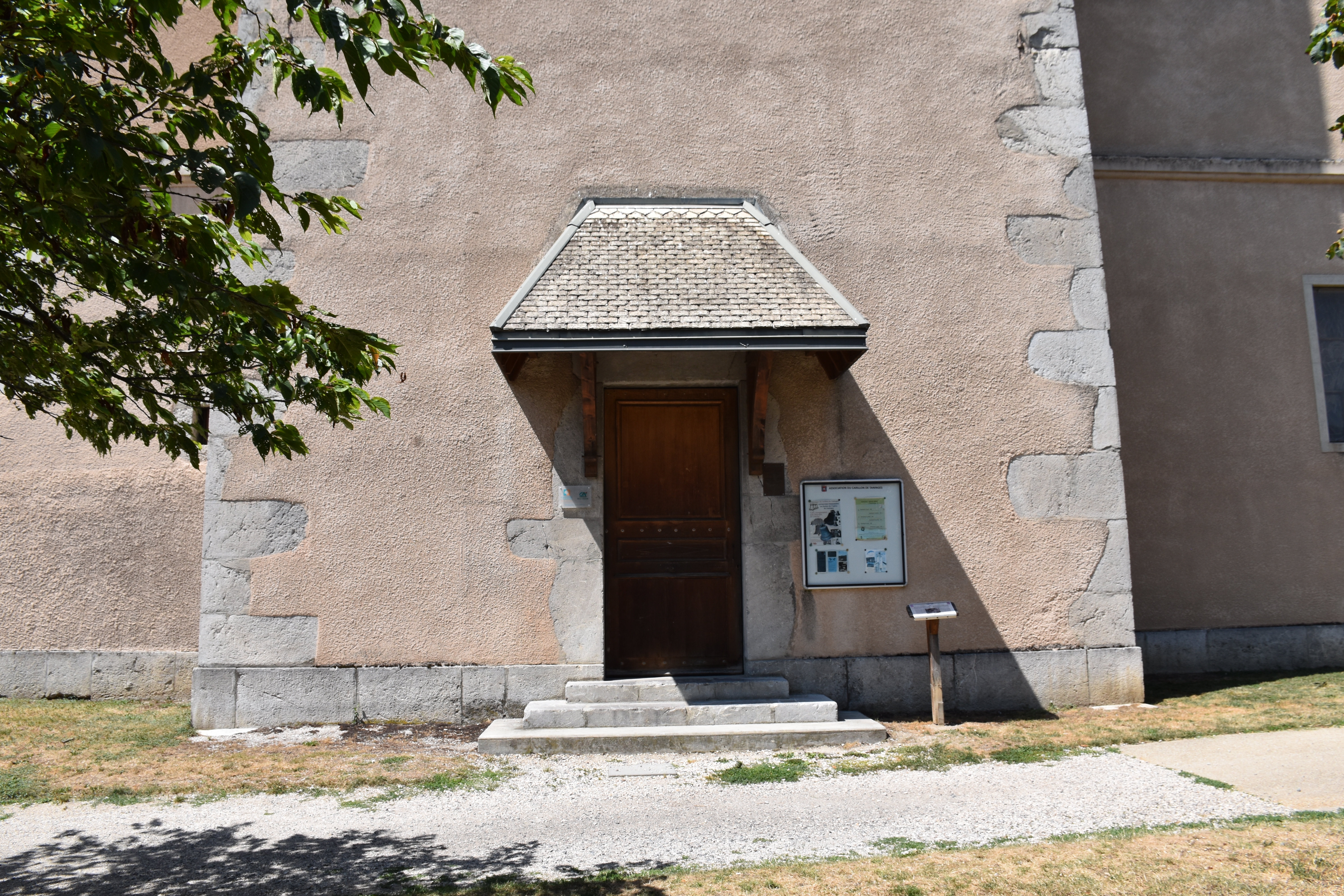

### Intérieur de l'église

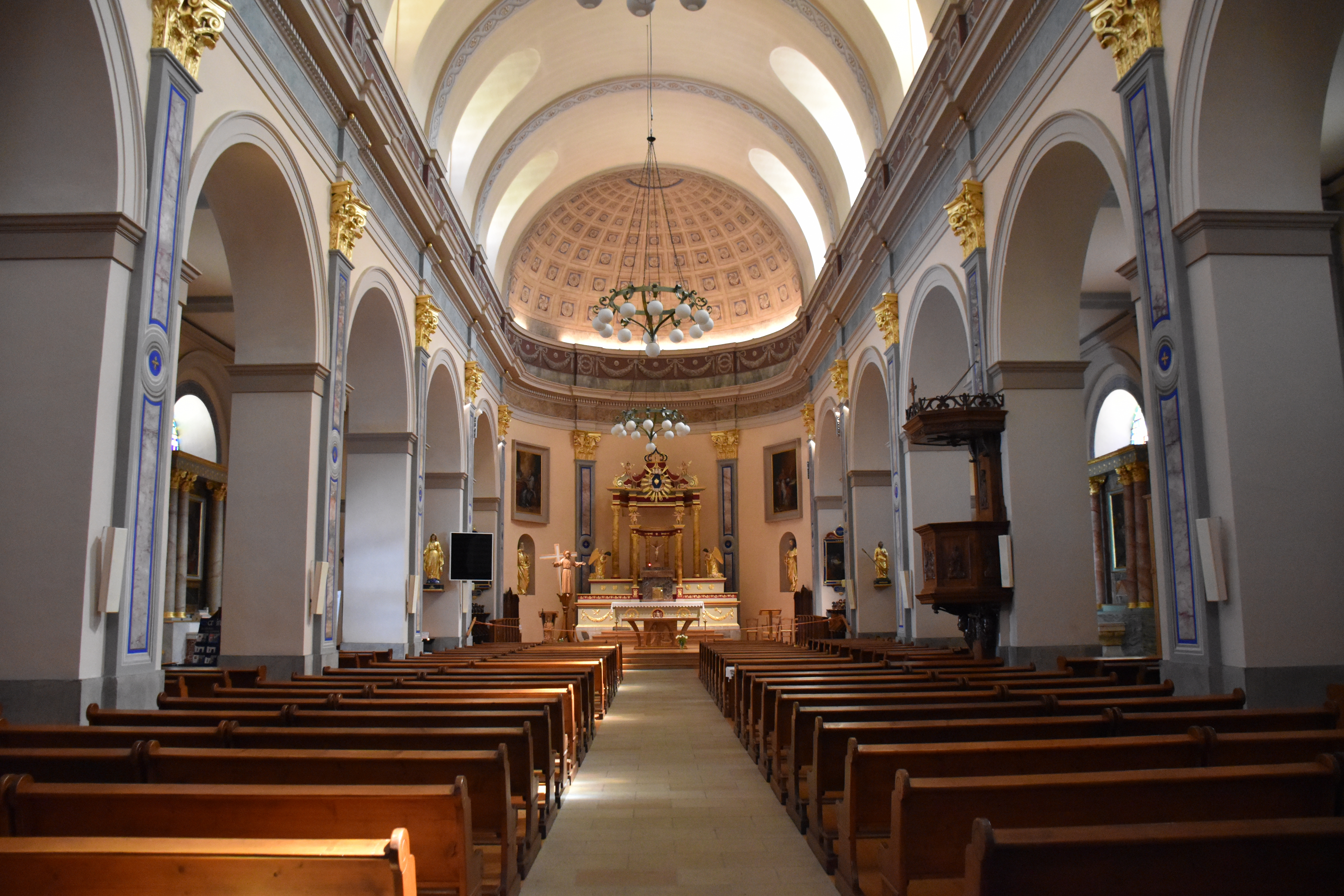
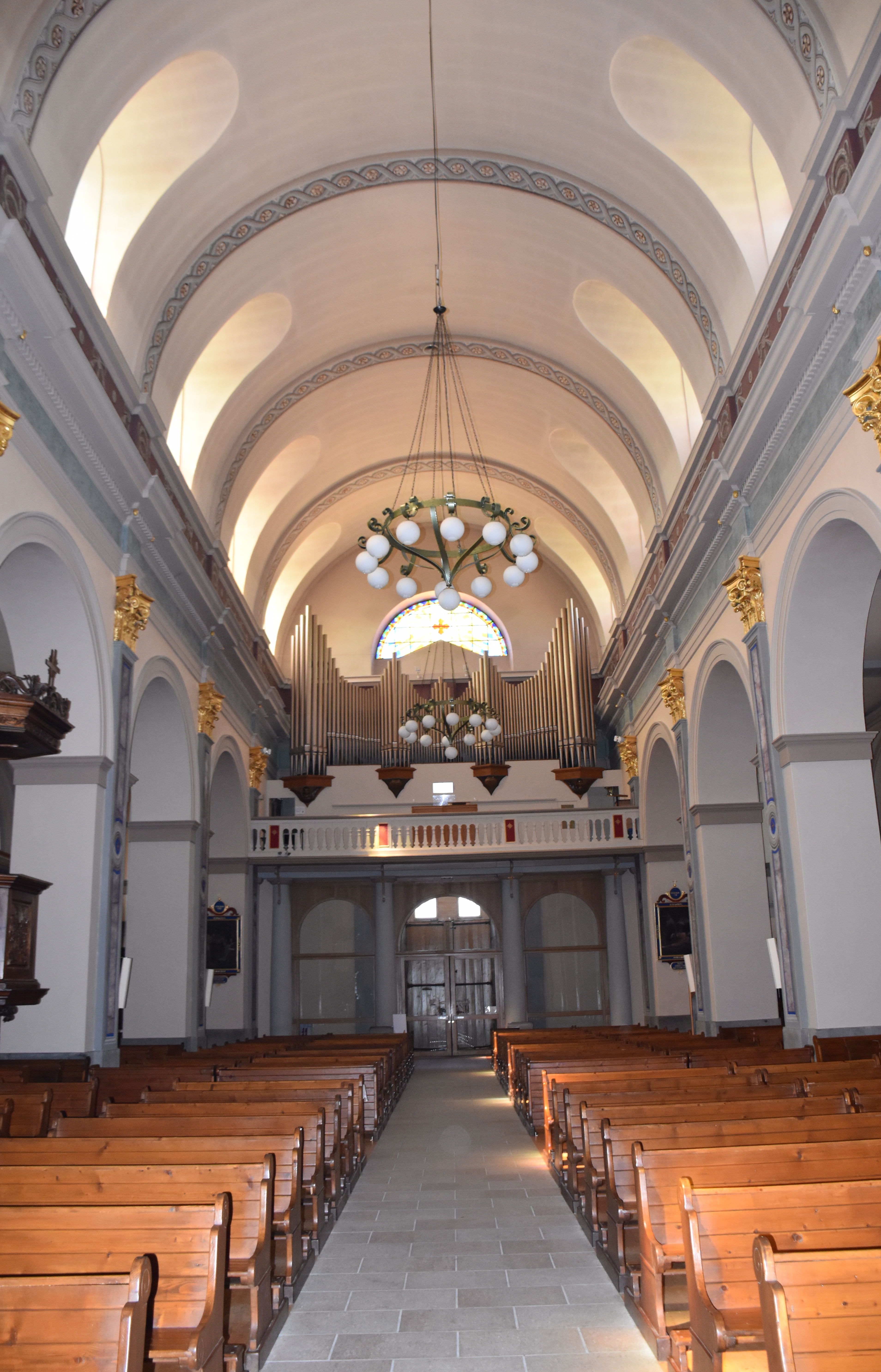
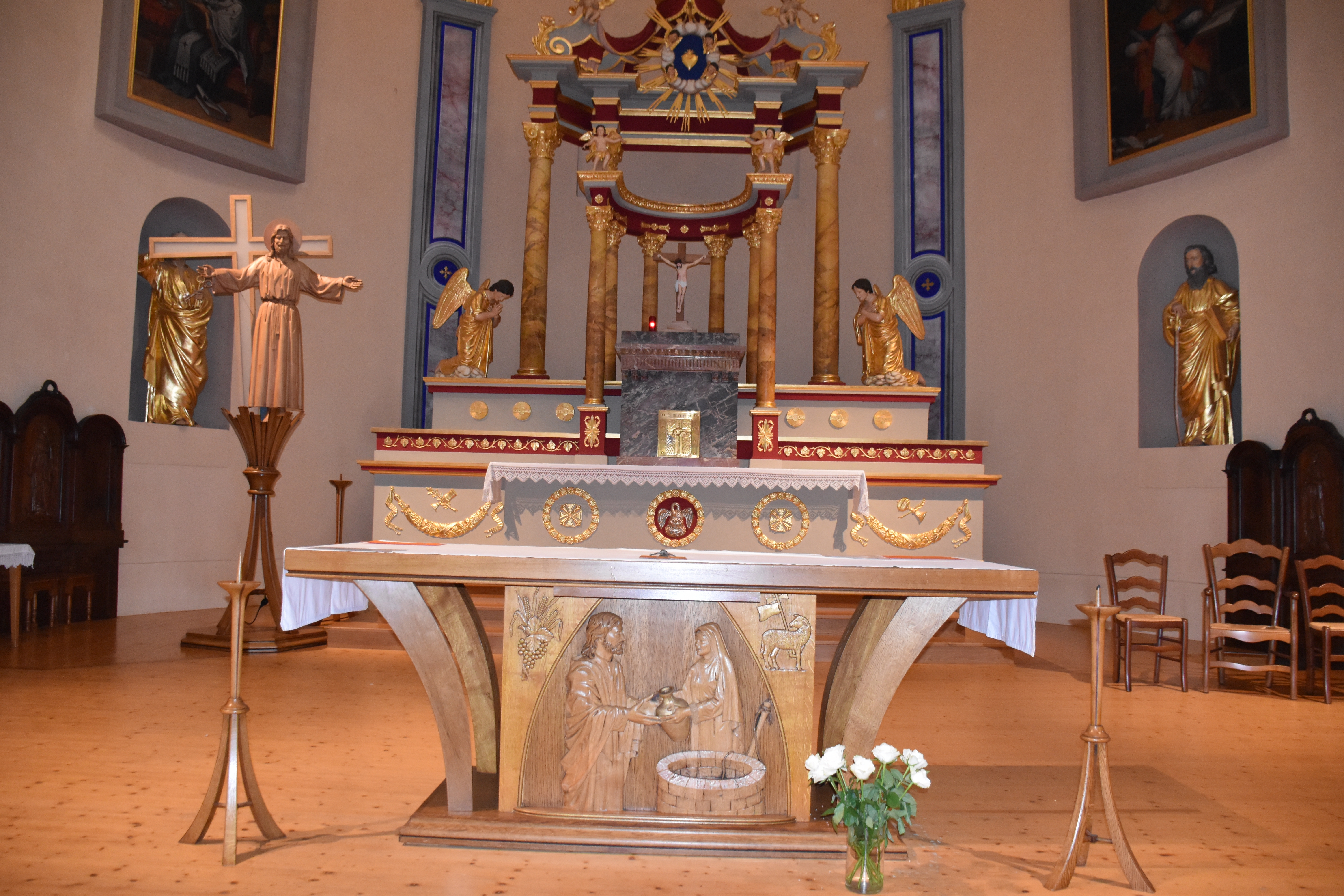
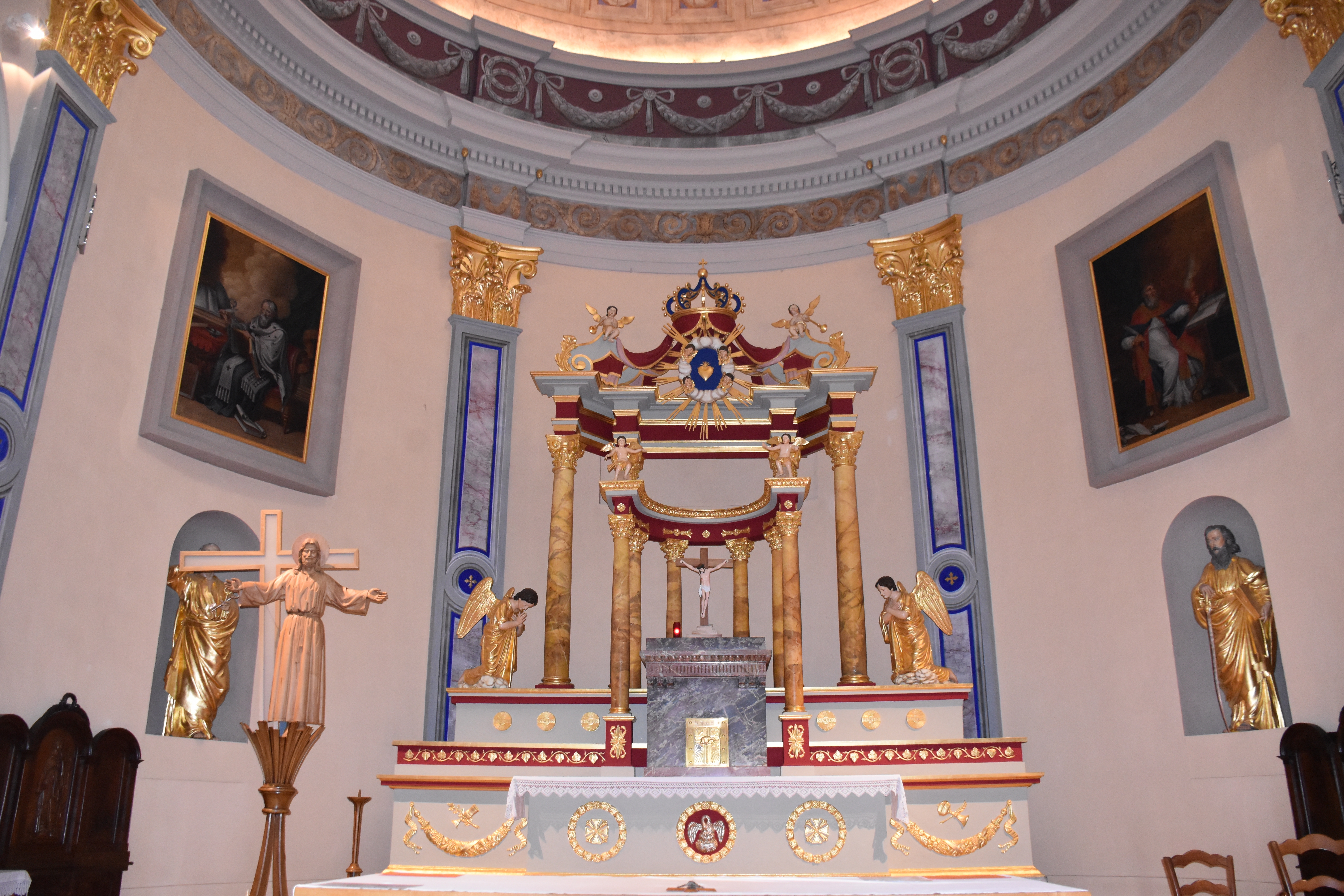
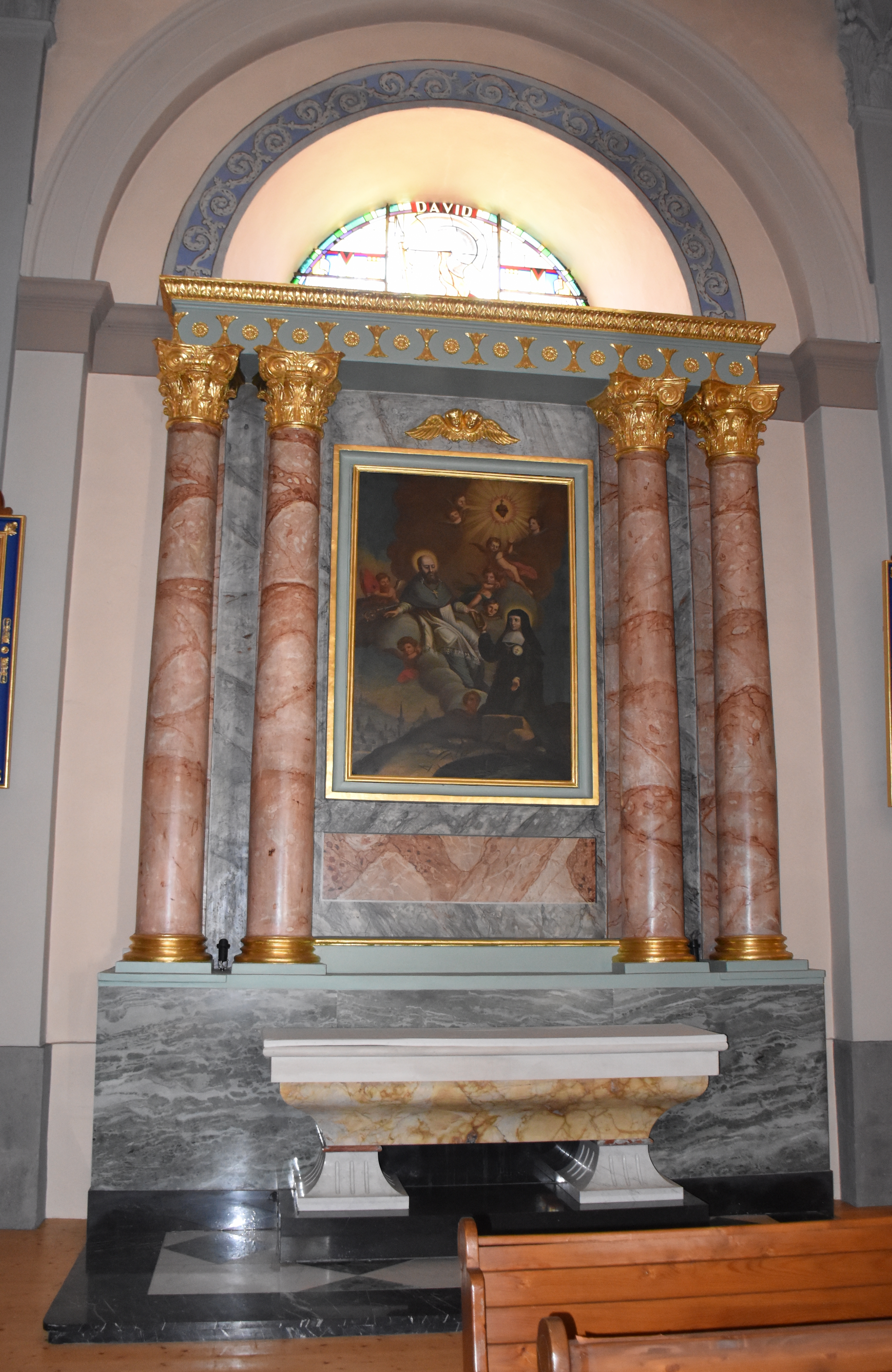

## Galerie

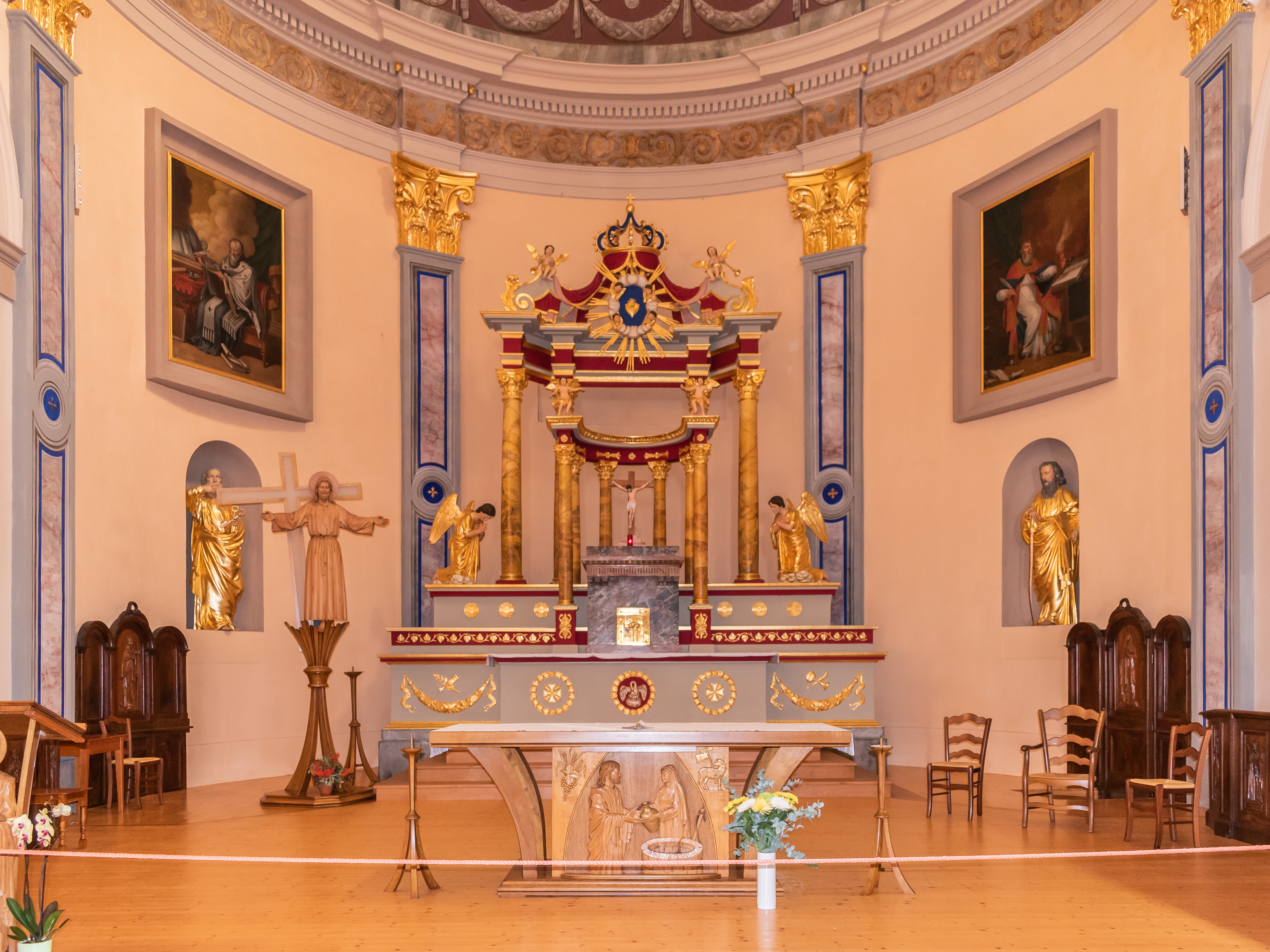
Le chœur
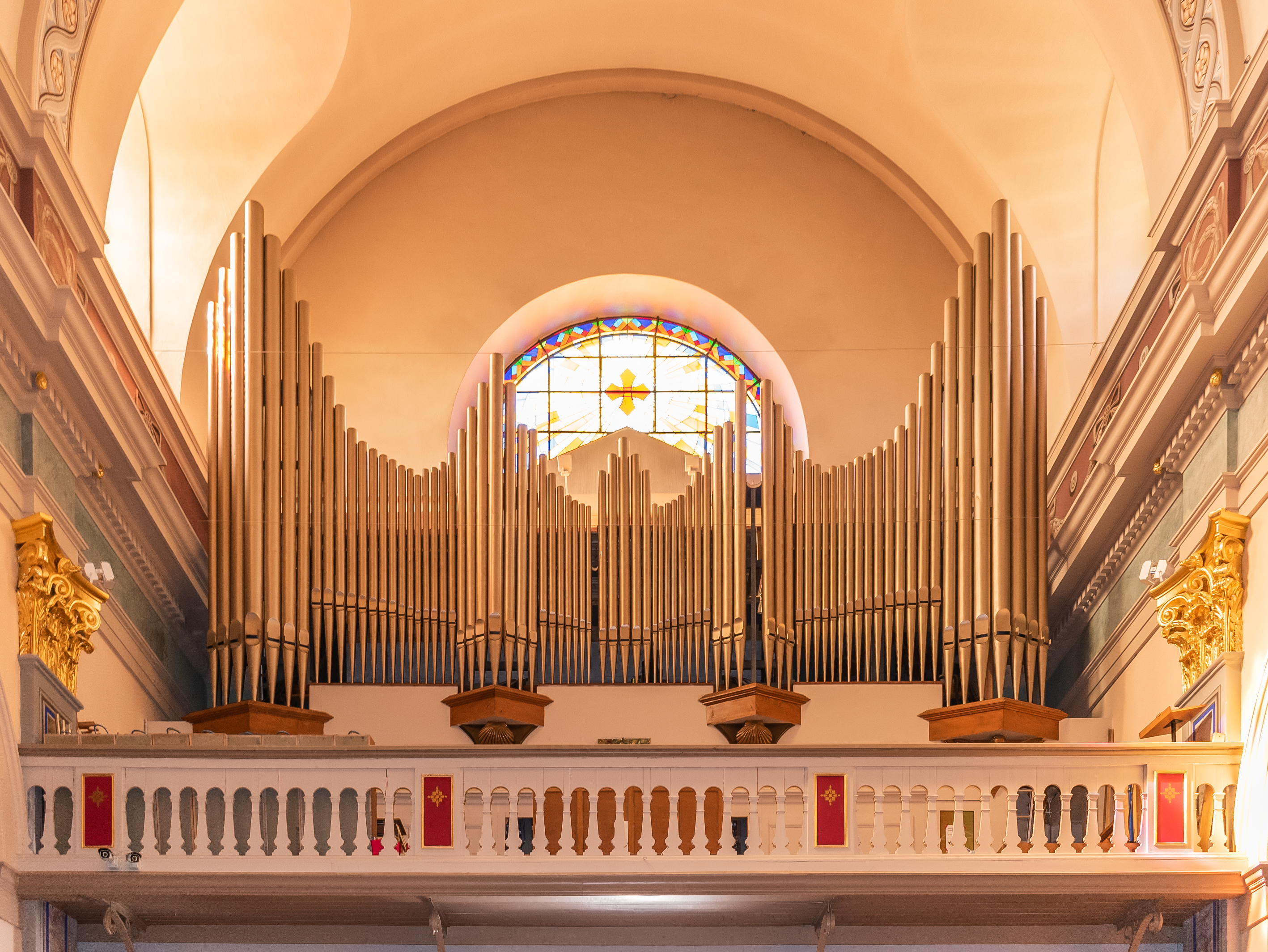
L'orgue
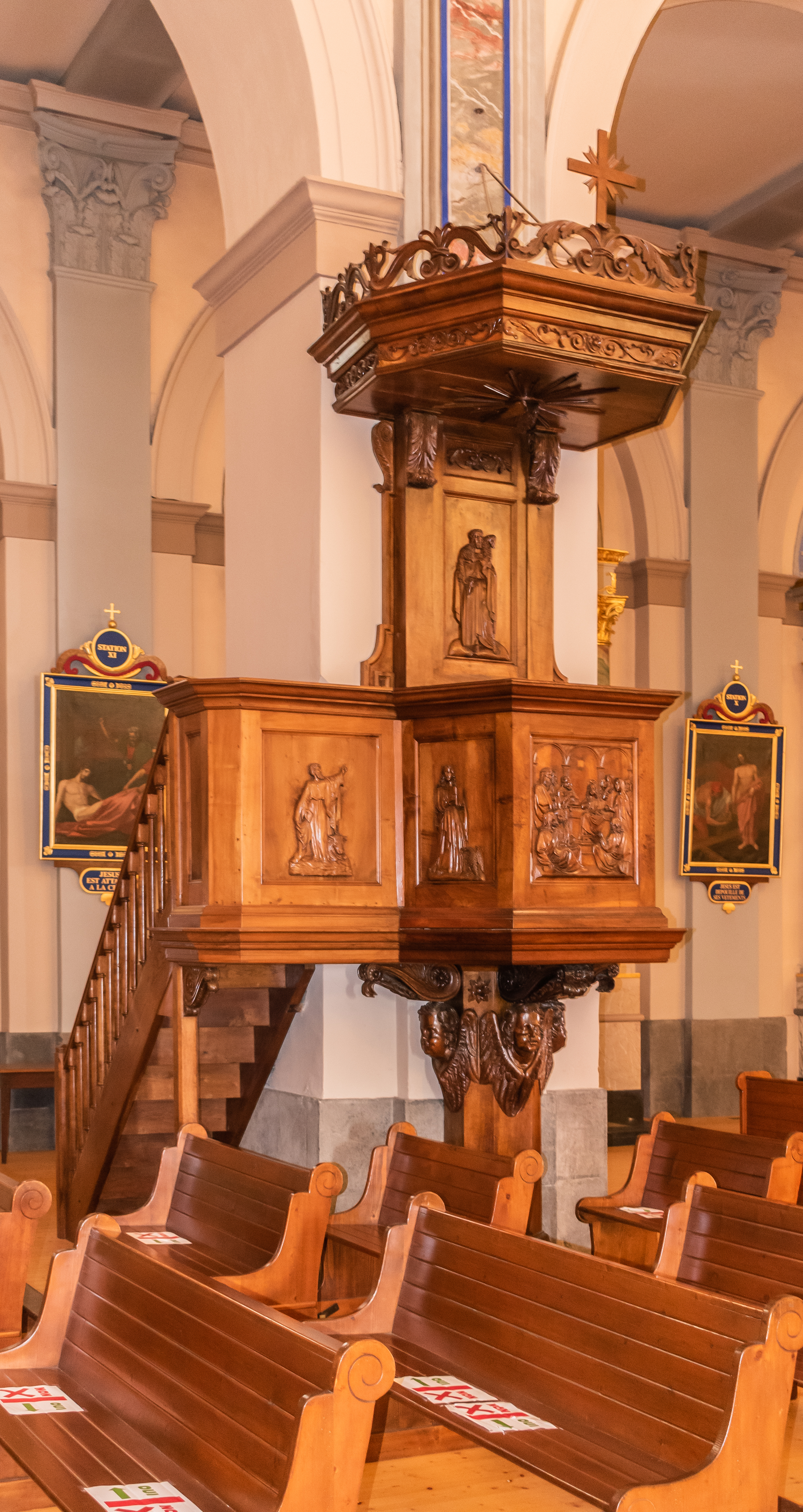
La chaire
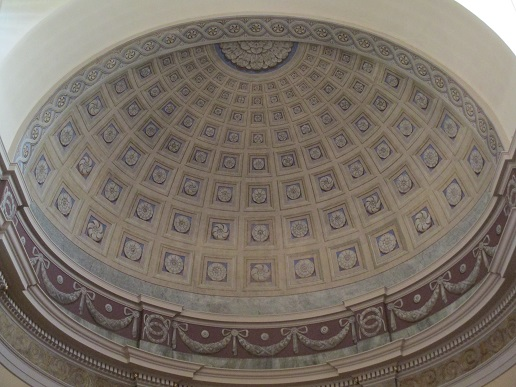
Fresque du chœur